# Arno Tausch
Arno Tausch (ur. 11 lutego 1951 w Salzburgu) – austriacki politolog.

## Życiorys
Otrzymał doktorat nauk politycznych na Uniwersytecie w Salzburgu w 1976 oraz habilitację na Uniwersytecie w Innsbrucku, przewodniczącym komisji habilitacyjnej był Anton Pelinka.
Obecnie jest wykładowcą (Universitätsdozent) nauk politycznych na Uniwersytecie w Innsbrucku i Uniwersytecie Korwina w Budapeszcie (na wydziale nauk ekonomicznych), uprzednio był również Visiting Associate Professor, w Department of Political Science, University of Hawaii at Manoa, Guest Researcher, International Institute for Comparative Social Research w Berlinie Zachodnim (obecnie: Wissenschaftszentrum Berlin für Sozialforschung – WZB).
Służył jako austriacki dyplomata w Warszawie w latach 1992 do 1999. Miał rangę attaché do spraw pracy i migracji, później został radcą ambasady do spraw pracy i migracji.
Jest członkiem redakcji Innovation. The European Journal of Social Science Research (Routledge); Centro Argentino de Estudios Internacionales w Buenos Aires, Entelequia. Revista Interdisciplinar na Uniwersytecie w Kadyksie w Hiszpanii, European Research Studies Journal w Atenach oraz History and Mathematics i Journal of Globalization Studies, pod redakcją profesorów Andrieja Korotajewa i Leonida Grinina w Moskwie.
Dr Tausch jest żonaty i ma trzy córki.
Autor i współautor 30 książek w języku angielskim, 2 we francuskim, i 9 w języku niemieckim, a ponad 280 artykułów i różne publikacje w 9 językach w 33 krajach, w tym książek dla Anthem Press, Dutch University Press, Nova Science Publishers NY, Palgrave Macmillan, Springer. Reakcje międzynarodowe do książek i artykułów, napisanych przez Arno Tauscha, dotyczących takich kwestii, jak międzynarodowej ekonomii politycznej, analizy wartości globalnych, islamizm itp. obejmują szereg badań międzynarodowych.

## Publikacje
- 1989: „Stable Third World Democracy and the European Model. A Quantitative Essay”, [w:] „'Crisis in Development” (red. Zbigniew Bąblewski, Björn Hettne(inne języki)), The European Perspectives Project of the United Nations University, University of Gothenburg, PADRIGU-Papers, s. 131–161
- 1990: „Quantitative aspects of a socio-liberal theory of world development”. Economic Papers, Szkoła Główna Handlowa, Research Institute for Developing Countries, 23, s. 64–167
- 2002: „The European Union and the World System”, [w:] „The European Union in the World System Perspective” (Polski Instytut Spraw Międzynarodowych, red. Ryszard Stemplowski), Warsaw: Collections PISM (Polski Instytut Spraw Międzynarodowych), s. 45–93.
- 2002: „Европейский Союз и будущая мировая система (world-system)” w: „Европа” (2 (3)/2002), s. 23–62, Warsaw, Polski Instytut Spraw Międzynarodowych (ros.)
- 2003: „Европейская перспектива: по пути к созданию «общего средиземноморского дома» и интегрированию положительного потенциала общественного развития исламс”, [w:] „Европа” (4 (9)/2003), s. 87–109, Warsaw, Polski Instytut Spraw Międzynarodowych (ros.)
- 2007 „Some reflections on European regional development”, [w:] „Stosunki ekonomiczne w rozszerzonej Unii Europejskiej. Economic relations in the EU enlarged” (red. Jarosław Kundera), s. 399–408, Wrocław: wyd. Kolonia Limited.
- 2007 „Европейский союз: “град на холме” и Лиссабонская стратегия”, [w:] Mirovaja ekonomika i meždunarodnyje otnošenija, RU(0131-2227), Vyp. 50, no. 3 (2007), s. 65–72
- 2008 „Разрушительное созидание?” (Рассуждения в духе Шумпетера о некоторых трендах и Лиссабонском процессе в Европе)”, [w:] „Mirovaja ekonomika i meždunarodnyje otnošenija”, IMEMO(inne języki), Moscow, RU(0131-2227), Contents # 10, 2008
- 2009: „The failure of the EU in the global ‘Lisbon process’. A cross-national, quantitative tribute to the relevance of the economic theories of Professor Pan Yotopoulos”, [w:] „Integracja gospodarcza w rozszerzonej UE: od wolnego handlu do unii walutowej. Economic integration in the EU enlarged: from free trade towards monetary union”. Uniwersytet Ekonomiczny we Wrocławiu, ISBN 978-83-61370-08-6, s. 43–79
- 2011: (wraz z Almas Heshmati i Hichem Karoui): „Social polarization in the age of globalization: the continued relevance of the quantitative dependency (Bornschier) model”, [w:] „Globalizacja, europejska integracja a kryzys gospodarczy. Globalization, european integration and economic crisis”. Uniwersytet Ekonomiczny we Wrocławiu, ISBN 978-83-61370-32-1, s. 53–98
- 2012: ‘ГЕОСТРАТЕГИЧЕСКИЕ СООБРАЖЕНИЯ ПО ПОВОДУ ЦИКЛОВ ОНДРАТЬЕВА, ГЛОБАЛИЗАЦИИ И ВОЙН’ [Geostrategic considerations on Kondratiev cycles, globalization and war] In Mirovaia ekonomika i mezhdunarodnye otnosheniia, RU(0131-2227), 2012, № 10, c. 105–114 (translated and shortened by Professors V. Pantin and S. Chebanov, IMEMO, Moscow)
- 2012: „Globalizacja a przyszłość rozwoju i demokracji w Europie. Wnioski z nowej analizy ilościowej”. Sprawy Międzynarodowe nr 1/2012, PREZYDENCJA POLSKI W RADZIE UNII EUROPEJSKIEJ, s. 79–92.

## Eseje na cześć Arno Tauscha w Springer-Nature
Segell, Glen & Segell, Glen (editor.) (2023). Development, Globalization, Global Values, and Security: Essays in Honor of Arno Tausch (First edition). Springer, Cham, Switzerland